# Halifax (hrabstwo w Kanadzie)
Halifax – historyczne hrabstwo (geographic county) kanadyjskiej prowincji Nowa Szkocja z ośrodkiem w Halifaksie, powstałe w 1759, współcześnie jednostka podziału statystycznego (census division). Według spisu powszechnego z 2016 obszar hrabstwa to: 5496,31 km², a zamieszkiwało wówczas ten obszar 403 390 osób.
Hrabstwo, którego nazwa pochodzi od miana stolicy, zostało ustanowione 17 sierpnia 1759 i do 1785 obejmowało również tereny współczesnych hrabstw Antigonish i Guysborough, a do 1835 także tereny współczesnych hrabstw Colchester i Pictou.
Według spisu powszechnego z 2011 obszar hrabstwa zamieszkiwało 390 328 mieszkańców; język angielski był językiem ojczystym dla 91,1%, francuski dla 2,6%, arabski dla 1,4% mieszkańców.